# Boris Prorokov
Boris Ivanovitch Prorokov (Бори́с Ива́нович Проро́ков), né le 26 avril 1911 (9 mai dans le calendrier grégorien) à Ivanovo-Voznessensk et mort le 19 septembre 1972 à Moscou, est un caricaturiste et graphiste russe et soviétique. Il est distingué comme Artiste du Peuple de l'URSS et lauréat d'un Prix Lénine en 1961 et de deux Prix Staline (1950 et 1952) de troisième classe.

## Biographie
Boris Prorokov fait ses études secondaires dans sa ville natale, puis en 1929-1931 à l'Institut supérieur technique d'art de Moscou auprès de Lev Bruni, Dmitri Moor, Pavel Pavlinov. Il entre en 1936 à l'institut de formation supérieure des artistes.
Il publie ses dessins et caricatures dans la Komsomolskaïa Pravda et dans la revue Krokodil ( à partir de 1929). Il fait partie de l'équipe des artistes La Fenêtre de TASS; il est dessinateur de guerre au département politique de la flotte de l'URSS pendant la Grande Guerre patriotique (1941-1945). Il est membre du mouvement Octobre (1928-1930) et de l'union des travailleurs de l'affiche révolutionnaire (1931-1932).
Prorokov est l'auteur du livre Sur le temps et sur soi («О времени и о себе»), paru à Moscou en 1979.
Il est membre-correspondant de l'Académie des arts d'URSS (1954), membre de l'Union des artistes d'URSS à partir de 1933. Il s'inscrit au PCUS en 1945. 
Il est enterré au cimetière de la Présentation de Moscou (29e division).

### Famille
- Épouse: Sofia Alexandrovna Prorokova, historienne d'art, spécialiste de Répine et de Lévitan, auteur de nombreux livres dans le domaine de l'art.
- Fils: Piotr Borissovitch Prorokov, décorateur de cinéma.

## Hommage
- Une rue lui est dédiée dans sa ville natale d'Ivanovo et un musée lui est consacré dans cette même rue, dans la maison où il a vécu avec sa famille de 1927 à 1949 au n° 15.